# Apex (langage)
Pour les articles homonymes, voir Apex.
 (septembre 2021).
L'Apex est un langage de programmation orientée objet, inspiré de Java, utilisé sur la plateforme Force.com de Salesforce.

## Description
Le code Apex est exécuté côté serveur, sur les environnements multi-tenants de Salesforce. Pour cette raison, le code développé en Apex doit être optimisé et respecter les limites (governor limits) imposées par la plateforme, afin qu'aucun traitement dysfonctionnant (soit un traitement unitaire déclenché par un événement, ou bien un traitement en masse) ne viennent perturber le bon fonctionnement des processus des autres clients de Salesforce, hébergés sur la même infrastructure.
Pour pouvoir être déployé en environnement de production, les développements Apex doivent posséder une couverture de code supérieure à 75%. Pour ce faire, il est demandé aux développeurs Salesforce, intervenant sur ce type d'activités, de préparer des classes et méthodes de test, afin de valider le bon fonctionnement des classes Apex développées.